# Castelo de Dunvegan

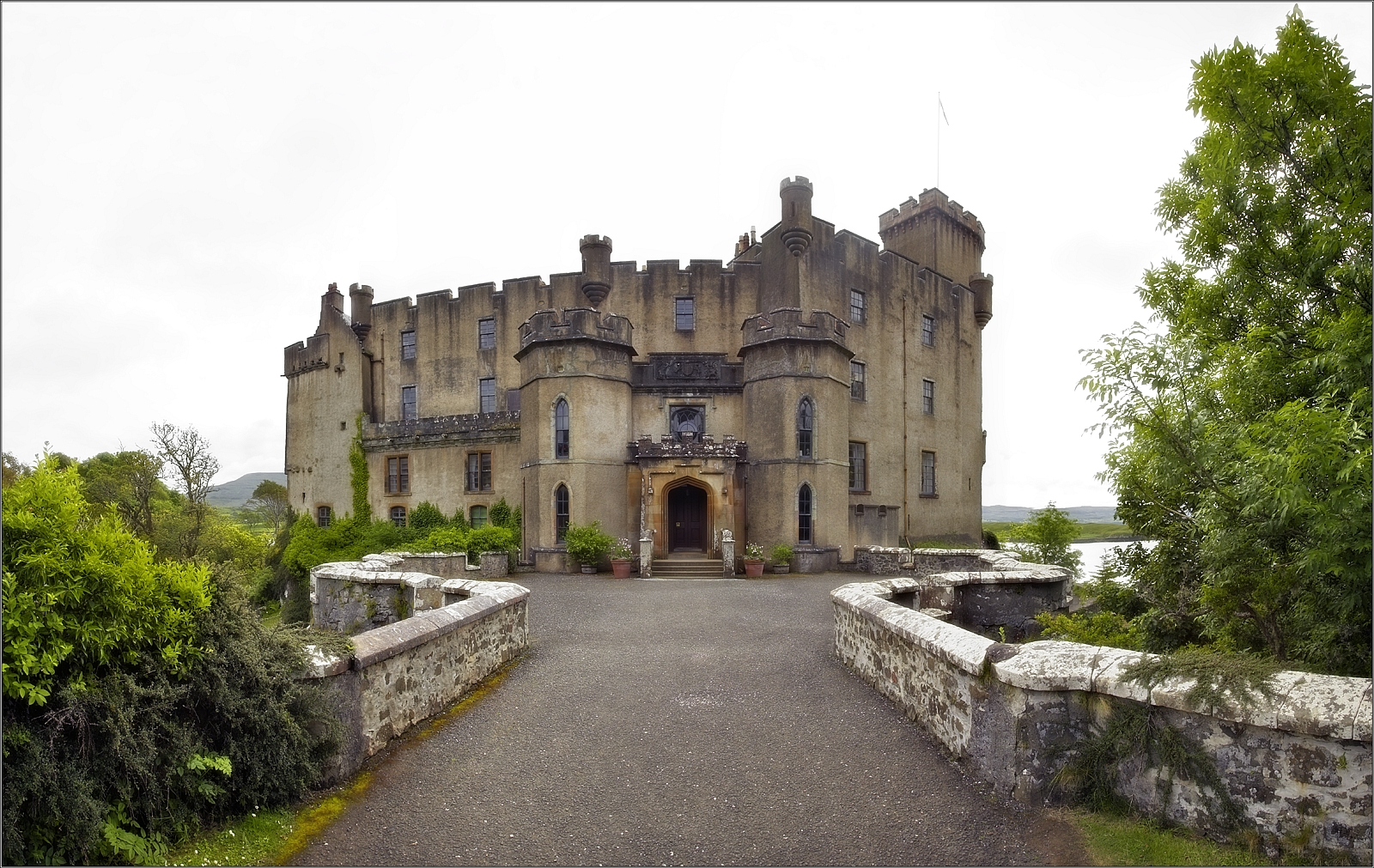
Castelo de Dunvegan, entrada principal, Escócia.

O Castelo de Dunvegan (em língua inglesa Dunvegan Castle) é um castelo localizado em Dunvegan, Ilha de Skye, Escócia. 
Encontra-se classificado na categoria "A" do "listed building" desde 5 de outubro de 1971.